# Meineckia grandiflora
Meineckia grandiflora är en emblikaväxtart som först beskrevs av Bernard Verdcourt, och fick sitt nu gällande namn av Jean F.Brunel. Meineckia grandiflora ingår i släktet Meineckia och familjen emblikaväxter. Inga underarter finns listade i Catalogue of Life.